# Roque Alberto Faci Agud
Roque Alberto Faci Agud   (la Codonyera, 20 de juliol de 1684 - Albarrasí, 28 d'abril de 1744) va ser un religiós i historiador aragonès del segle xviii, famós pels seus treballs sobre religiosos i sobre història d'Aragó.
Religiós carmelita des de 1698, va predicar a Alcanyís, Calataiud, Saragossa i Albarrasí, on va morir.

## Obres
- Faci, Roque Alberto. Aragón, reino de Cristo y dote de María Santísima. 1-2.  Zaragoza: Joseph Fort, 1739.
- Faci, Roque Alberto. La perla más bella… Na. Sra. de Rodanas.  Zaragoza: Joseph Fort, 1741.
- Faci, Roque Alberto. Vida de nuestra santa madre Teresa de Jesús.  Zaragoza: Joseph Fort, 1744.
- Faci, Roque Alberto. Aragón, reino de Cristo y dote de María Santísima. 3-4.  Zaragoza: Francisco Moreno, 1750.
- Faci, Roque Alberto. Cathalogus brevis auctorum, qui de Beatissime Virgine Marie de Monte Carmelo et de ejus Sacro Scapulari tractarunt.  Zaragoza: Francisco Moreno, 1752.
- Faci, Roque Alberto. Memoria de la Aparicion de Nuestra señora de Zaragoza la Vieja venerada cerca de esta ciudad.  Zaragoza: F. T. Revilla, 1753.